# فرودگاه اندیجان
فرودگاه اندیجان (به انگلیسی: Andizhan Airport) (به زبان بومی: Andijon Xalqaro Aeroporti) یک فرودگاه همگانی با کد یاتا AZN است که یک باند فرود بتن دارد و طول باند آن ۲۹۷۸ متر است. این فرودگاه در شهر اندیجان کشور ازبکستان قرار دارد و در ارتفاع ۴۶۲ متری از سطح دریا واقع شده است.

## شرکت‌های هواپیمایی و مقصدهای پروازی
The following شرکت هواپیماییs offer scheduled passenger service:
| شرکت‌های هواپیمایی | مقصدهای پروازی                     |
| ----------------- | ---------------------------------- |
| ازبکستان ایرویز   | دوموده‌دوو، تولمچوا، پالکوو، تاشکند |
| VIM Airlines      | دوموده‌دوو                          |